# Cociuba Mare, Bihor
Cociuba Mare este satul de reședință al comunei cu același nume din județul Bihor, Crișana, România.